# 변우민
변우민(卞宇珉)은 대한민국의 배우이고, 부산 출생이다.

## 학력
- 동래고등학교 (졸업)
- 중앙대학교 연극영화학부 학사 (85학번)

## 드라마
- 1988년 KBS2 주말연속극 《순심이》
- 1989년 KBS1 저녁 일일연속극 《세노야》
- 1989년 MBC 로드 드라마 《서울 시나위》 ... 만수 역
- 1990년 MBC 월화 미니시리즈 《어둔 하늘 어둔 새》
- 1995년 SBS 월화 특별기획 드라마 《고백》
- 1995년 SBS 2부작 광복특집 드라마 《국화와 칼》 ... 재일교포 2세 변호사 마사오 역
- 1995년 SBS 드라마스페셜 《째즈》
- 1995년 MBC 주말연속극 《아파트》
- 1996년 SBS 드라마스페셜 《남자대탐험》 ... 강영웅 역
- 1996년 SBS 일일시트콤 《아빠는 시장님》 ... 한시민 역
- 1998년 SBS 정치드라마 《삼김시대》 ... 전재국 역
- 1998년 SBS 일일시트콤 《순풍산부인과》 ... 특별출연
- 1998년 KBS2 아침드라마 《결혼 7년》
- 1998년 KBS2 미니시리즈 《맨발의 청춘》
- 1998년 KBS2 미니시리즈 《킬리만자로의 표범》
- 1999년 MBC 일일연속극 《하나뿐인 당신》 ... 장재민 역
- 2000년 SBS 드라마스페셜 《여자만세》 ... 정석 역
- 2001년 SBS 드라마스페셜 《로펌》 ... 한통령 역
- 2002년 MBC 일일연속극 《매일 그대와》 ... 최동민 역
- 2003년 SBS 특별기획 《백수탈출》 ... 왕억수 역
- 2005년 SBS 아침연속극 《진주 귀걸이》 ... 서인후 역
- 2005년 KBS2 일일시트콤 《사랑도 리필이 되나요?》 ... 최상태 역
- 2006년 MBC 아침드라마 《있을 때 잘해》 ... 강진우 역
- 2008년 SBS 일일드라마 《아내의 유혹》 ... 정교빈 역
- 2009년 MBC 주말 미니시리즈 《탐나는도다》 ... 장원빈 역
- 2009년 MBC 특별기획 주말드라마 《인연만들기》 ... 강해성 역
- 2013년 MBC Queen 금요 미니시리즈 《네일샵 파리스》 ... 우민 역
- 2015년 QTV 미니시리즈 《영웅들》
- 2016년 SBS 월화드라마 《낭만닥터 김사부》 ... 남도일 역
- 2017년 KBS2 저녁 일일드라마 《이름 없는 여자》 ... 구도영 역
- 2020년 SBS 월화드라마 《낭만닥터 김사부 2》 ... 남도일 역
- 2020년 SBS 월화드라마 《펜트하우스》 ... 조상헌 역(1회~6회 특별출연)
- 2021년 MBC 저녁 일일드라마 《밥이 되어라》 ... 강종우 역
- 2022년 KBS2 주말연속극 《현재는 아름다워》 ... 현진헌 역
- 2023년 SBS 금토 미니시리즈 《낭만닥터 김사부 3》 ... 남도일 역
- 2023년 MBC 저녁 일일드라마 《하늘의 인연》 ... 하윤모 역

## 영화
- 《바람부는 날에도 꽃은 피고》(1987년)
- 《실연클럽》(1987년)
- 《화려한 변신》(1987년)
- 《시로의 섬》(1988년) - 영훈 역
- 《청춘시대》(1988년) - 철수 역
- 《그래 가끔 하늘을 보자》(1990년)
- 《하얀 비요일》(1991년) - 김현필 역
- 《절대사랑》(1994년)
- 《결혼이야기2》(1994년) - 유진우 역
- 《체인지》(1997년)
- 《캘리포니아》(1997년)
- 《키스할까요?》(1998년) - 진보배 매니저(특별출연)
- 《막걸스》(2015년) - 사장 역(특별출연)
- 《전설의 고향》(2018년) - 정균 역

## 방송 진행
- 1991년 MBC 《여기 젊음이》
- 1991년 MBC 《강변가요제》
- 2004년 올'리브 《빅마마의 오픈키친》 - MC
- 2017년 MBC《미스터리 음악쇼 복면가왕》 - 참가자 (기쁘다 트리 오셨네)
- 2023년 TV조선《우리동네 건강왕》 - 진행

## 뮤지컬
- 1987년 《환타스틱스》
- 2003년 《The Full Monty》
- 2007년 《실연남녀》
- 2008년 《실연남녀》
- 2009년 《진짜 진짜 좋아해》
- 2010년 《진짜 진짜 좋아해》

## 앨범
- 2016년 《복면가왕 - 91회》

## 광고
- 1990년 롯데칠성음료 - 사랑해요 밀키스
- 1990년 삼풍 브렌우드 신사복 혁명
- 1990년 사조로하이 팝콘 - 우유맛 / 버터맛
- 1990년 사조선물세트 - 연말연시 선물세트
- 1991년 사조로하이 참치 - 주부수칙 (feat 김은수)
- 1991년 태평양화학 - 리도 투웨이샴푸
- 1991년 사조선물세트 - 추석
- 1991년 사조김 - 변우민 편
- 1991년 크라운 드라이 마일드 - 마일드 부부
- 1991년 사조순참치 - 남편은 요리사
- 1992년 사조 김치찌개전용 참치 - 참치찾기
- 1999년 코니카 센츄리아
- 2009년 KT KT쿡
- 2010년 네오피에스 - 팜스프링
- 2017년 디오오토갤러리
- 2022년 메이준생활건강 - 관절마력

## 홍보대사
- 2010년 산림청 홍보대사
- 2010년 심폐소생술 공익 캠페인 홍보대사
- 2009년 하동군청 홍보대사
- 2007년 태국 관광청 홍보대사

## 수상 및 후보
| 연고 | 시상식       | 부문                           | 작품        | 결과 |
| ---- | ------------ | ------------------------------ | ----------- | ---- |
| 2009 | SBS 연기대상 | 연속극 부문 우수 연기대상      | 아내의 유혹 | 수상 |
| 2006 | MBC 연기대상 | 연속극 부문 특별상             | 있을때 잘해 | 수상 |
| 2023 | MBC 연기대상 | 일일 드라마 부문 최우수 연기상 | 하늘의 인연 | 후보 |

## 가족 관계
- 배우자: 김효진(1984년~)
  - 딸: 변하은(2013년 1월 1일[2]~)

## 논란
1992년에 다른 사람의 진단서를 사용하여 군복무를 면제받아 수배된 적이 있다.